# Rak prostate
Rak prostate (obsečnice) je drugi najpogostejši rak pri moških in v zadnjih desetletjih njegova pojavnost narašča. Tveganje za pojav bolezni narašča s starostjo. Bolezen praviloma napreduje počasi in simptomi se pojavijo šele, ko je rak v napredovali fazi. Pri določenih bolnikih zdravljenje ni potrebno in se jih le opazuje, pri drugih pa zdravljenje poteka z zdravili, kirurško odstranitvijo in/ali obsevanjem.

## Patofiziologija
Mehanizem nastanka benigne hiperplazije in raka prostate še ni povsem pojasnjen, vendar pa epidemiološki podatki kažejo, da imajo pri patogenezi pomembno vlogo androgeni, saj se pri posameznikih z genetskimi boleznimi, ki onemogočajo sintezo in/ali delovanje androgenov, prostata ne razvije normalno in se benigna hiperplazija prostate in rak prostate ne pojavita, prav tako se  bolezni ne pojavita pri skopljencih. Androgeni spodbujajo preko androgenih receptorjev proliferacijo celic, povečajo število delitev celic in s tem možnost za nastanek naključnih genetskih napak. Pomembno vlogo imajo tudi okolijski vplivi in genetski dejavniki. Razvoj raka prostate vključuje vrsto sprememb na epigenetski in genetski ravni celic prostate: spremembe v metilaciji DNK, modifikaciji histonov, aktivacije onkogenov, inaktivacije popravljalnega mehanizma DNK, inaktivacije tumor zavirajočih genov, povečanje prepisa in sinteze rastnih dejavnikov in njihovih receptorjev. Pojavijo se motnje v komunikaciji med epitelijskimi celicami in celicami strome.
Najpogosteje  rak prostate vznikne iz žleznega tkiva (adenokarcinom), lahko pa gre tudi za ploščatocelični ali duktalni tranzicijski tip ali pa tudi za nediferenciranega.

## Epidemiologija
Po napovedih Svetovne zdravstvene organizacije naj bi vsak šesti moški zbolel za rakom prostate. Leta 2020 je po ocenah v svetu zbolelo več kot 1,4 milijona moških, kar je 14 % vseh zbolelih za rakom. Pojavi se pri 15–30 % moških, starih od 50 do 70 let, in pri kar 60–70 % moških, starejših od 70 let. V Sloveniji je rak prostate za pljučnim rakom drugi najpogostejši rak pri moških in njegova pojavnost po letu 1950 narašča, tudi zaradi staranja prebivalstva. Po dosegljivih podatkih je breme raka prostate v SLoveniji nekoliko večje od evropskega povrečja. V obdobju 2015−2019 je v Sloveniji povprečno letno za rakom prostate zbolelo 1.676 moških, kar pomeni, da je bila incidenčna stopnja v Sloveniji 162,8 zbolelih/100.000 prebivalcev, ocenjena incidenčna stopnja za leto 2020 v Evropi pa je bila 103 zbolelih/100.000 prebivalcev; v Sloveniji je v tem obdobju letno umrlo 434 moških (42,1/100.000). Domnevajo, da bi se bolezen pojavila pri vseh moških, če bi živeli dovolj dolgo.

## Dejavniki tveganja
Nevarnostni dejavniki za nastanek raka prostate so starost, rasa (pri ameriških črncih je daleč največ raka prostate na svetu, zelo redek pa je pri afriških črncih) in dednost. Petina bolnikov ima družinsko obremenitev. Dvakrat večja verjetnost za razvoj raka prostate je v družinah s to boleznijo v prvi generaciji in kar devetkrat večja pri tistih, ki so imeli to bolezen v prejšnjih dveh generacijah. Možni dejavniki so še hormonski status, spolna aktivnost, vpliv okolja in prehrana.

## Znaki in simptomi
Rak prostate raste počasi, od nastanka bolezni do kliničnih znakov mine 9–17 let, do pojava oddaljenih zasevkov pa nadaljnjih 5–7 let. Bolniki so pri začetni obliki raka navadno brez težav. Pri napredovali obliki raka se lahko pojavijo kri v seču (hematurija) in težave z uriniranjem (šibek curek seča, kapljanje urina po koncu uriniranja, težave z začetkom uriniranja ...). Pri zasevanju v kosti (predvsem medenico, rebra in vretenca) se lahko pojavi bolečine v kosteh. Redkejši so znaki razsoja v spolovila in spodnji del trebuha ter v medenične in trebušne bezgavke, ki ga spremlja otekanje nog.

## Diagnoza
Osnova postavitve diagnoze sta natančna anamneza o bolnikovih težavah in klinični pregled. Pri slednjem ima bistveno vlogo digitorektalni pregled obsečnice (pregled s prsti), kar omogoči zdravniku, da zatiplje morebitno zatrdlino v obsečnici, asimetrijo obsečnice ali pa v celoti tršo in neravno obsečnico. V laboratorijskih preiskavah krvi je za odkrivanje bolezni in sledenje pomembna določitev vrednosti PSA (za prostato specifičnega antigena) v serumu. Diagnozo se dokončno potrdi s patohistološkim pregledom vzorca tkiva, pridobljenim z biopsijo prostate. Med slikovno diagnostiko, s katero se opredeli razširjenost bolezni, sodijo scintigrafija skeleta, magnetnoresonančna preiskava prostate/trebuha, pozitronska emisijska tomografija ter enofotonska emisijska računalniška tomografija.

## Zdravljenje
Pri zdravljenju raka prostate, ko je ta še omejen na prostato, obstaja več možnosti:
- opazovanje in spremljanje PSA
- zdravljenje z zdravili
- obsevanje
- operacija (klasična, laparoskopska ali robotska)

Oblika zdravljenja je odvisna od vrednosti PSA, stadija in razširjenosti raka, starosti bolnika, sočasnih bolezni in pričakovane življenjske dobe. Večina bolnikov želi dokončno ozdravitev, vendar je pri starejših bolnikih z asimptomatskim in dobro lokaliziranim tumorjem na obsečnici pogosto primernejše zgolj opazovanje, če so prisotne druge bolezni, saj je smrt zaradi drugih vzrokov bolj verjetna kot zaradi raka obsečnice. Pri bolnikih, mlajših od 70 let z dobro omejenim tumorjem zgolj na prostato, je največkrat najprimernejši pristop radikalna kirurška odstranitev prostate (prostatektomija) in sosednjih bezgavk. Le prostatektomija in obsevanje nudita možnost ozdravitve.
Zdravljenje bolnikov z razširjeno obliko bolezni je lahko hormonsko, s kemoterapijo ali bisfosfonati. Pri lokalno napredovalem ali zasevanem raku lahko pride v poštev kastracija (kirurška ali z zdravili), s sočasnim obsevanjem ali brez njega.